# Lipowka (rejon marksowski)
Lipowka (ros. Липовка) – wieś (sieło) w Rosji, w obwodzie saratowskim, w rejonie marksowskim. W 2010 liczyła 1122 mieszkańców.